# Верена Фивейская
Верена (лат. Verena; IV век) — отшельница, святая Католической церкви, день памяти — 1 сентября.

## Житие
Святая Верена родилась в благородной семье в Фиваиде, Верхний Египет. По преданию, она была крещена святым Шеремоном. Будучи, согласно одному из преданий, родственницей св. Виктора, воина из Фивейского легиона, предводимого святым Маврикием, она отправилась вслед за ними в Рецию (современная Швейцария). После мученичества легионеров она поселилась отшельницей около местечка Золотурн. Будучи известна крепостью своей веры и даром чудотворения, святая Верена вызвала гнев местного губернатора и была брошена в тюрьму. Там ей явился святой Маврикий и наказал стоять за веру. Освободившись, она поселилась в Цурцахе (нынешний кантон Аргау), неподалёку от Цюриха, где провела свои последние дни отшельницей в пещере.

## Гимн святой Верены

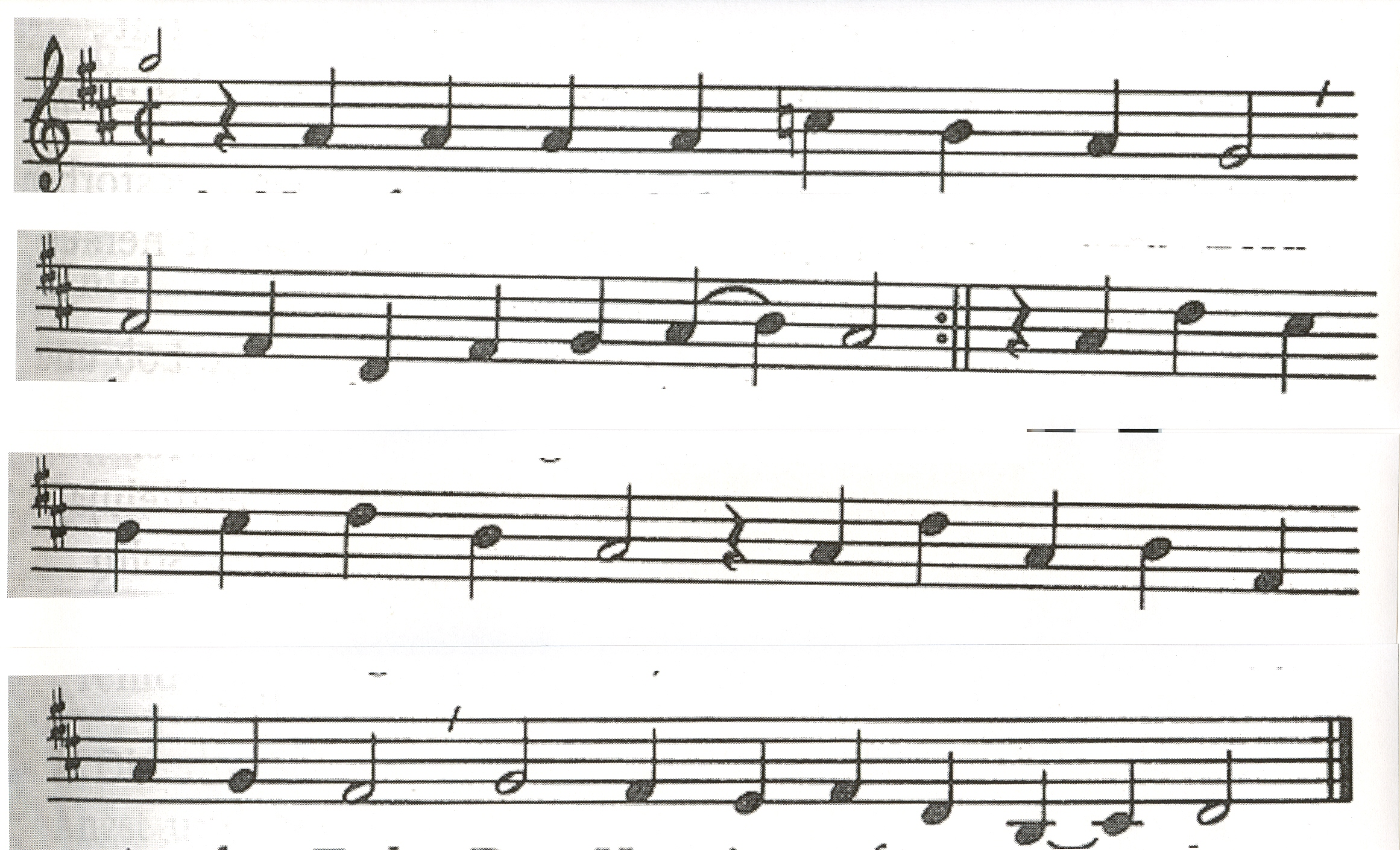
Мелодия гимна к святой Верене

В немецком литургическом песеннике Gotteslob находится гимн к святой Верене, сочинённый в XV веке:

Vom Morgenlande kamst du her,

Verena, Frau aus Theben.

Trugst Christi Liebe über's Meer,

ein Zeugnis uns zu geben.

Heut' die Gemeinde auf dich schaut,

sich der Patronin anvertraut.

Heil'ge Verena, bitt' für uns.

Im Hunger teiltest du das Brot

und beugst dich zu den Armen.

Du halfst in vieler Krankheit Not,

verschenktest dein Erbarmen.

Kein Mensch ging ohne gutes Wort,

kein Armer ohne Hilfe fort.

Heil'ge Verena, bitt' für uns.

Verena, lass in uns die Kraft

des Glaubens neu entzünden,

dass Gott durch uns das Gute schafft,

wir seine Liebe künden.

In deinem glaubensstarken Sinn

sei Vorbild uns und Helferin.

Heil'ge Verena, bitt' für uns.

## Источник
- Adolf Reinle: Die heilige Verena von Zurzach. Holbein-Verlag (Ars docta, VI), Basel 1948.